# Адам Костянтин Острозький
Адам Костянтин Остро́зький (25 березня 1597 — 10 квітня 1618) — український магнат та удільний князь в Речі Посполитій.

## Життєпис
Походив з роду Острозьких власного гербу. Старший син Олександра Острозького, воєводи волинського, та Анни Костчанки. Народився у 1597 році. У 1603 році втратив батька. Виховувався у Ярославі разом з братом Янушом матір'ю. Навчався у Лаврентія Зізанія.
1610 року навернувся у католицтво. Того ж року поступив до Ярославського єзуїтського колегіуму. Незабаром разом з братом відправився на навчання до Німеччини та Італії. 1613 року поступив до Падуанського університету. Влітку 1615 року повернувся до Острога. У листопаді того ж року Адама Костянтина Острозького уведено в спадщину. Втім, не поспішав з поділом батьківських маєтностей з братом Янушом, разом з яким виступили проти земельних зазіхань стрийка Януша Острозького. Того ж року звитяжив у битві під Тернополем проти татар.
1616 року з загоном у 3-тис. вояків став на Смотричі біля Кам'янця для оборони кордонів від нападу татар. У 1617 році на шляху до Любліна вітав королевича Владислава, який готував до походу на Москву.
У березні-лютому 1618 року перебував у Варшаві, де під час вального сейму вирішував майнові питання. Того ж року на зворотньому шляху раптово захворів і помер у Любліні 10 квітня. Усі маєтності перейшли до брата.